# Gaoussou Koné
Gaoussou Koné (28 aprile 1944) è un ex velocista ivoriano.

## Biografia
Partecipò a 3 edizioni dei Giochi Olimpici. Nel 1964, a Tokyo, raggiunse la finale dei 100 metri che terminò al sesto posto; nel 1968, a Città del Messico, fu eliminato in semifinale nei 100 metri e stessa sorte gli occorse con la staffetta 4x100. A Monaco 1972, alla sua terza Olimpiade, prese parte solo alla staffetta che venne eliminata in batteria.
Nel suo palmarès può vantare due medaglie d'oro, sui 100 e 200 metri, alla prima edizione dei Giochi panafricani (1965) e un altro oro sui 100 metri conquistato alle Universiadi del 1967.

## Palmarès
| Anno | Manifestazione     | Sede        | Evento    | Risultato | Prestazione | Note |
| ---- | ------------------ | ----------- | --------- | --------- | ----------- | ---- |
| 1965 | Giochi panafricani | Brazzaville | 100 metri | Oro       | 10"3        |      |
| 1965 | Giochi panafricani | Brazzaville | 200 metri | Oro       | 21"1        |      |
| 1967 | Universiadi        | Tokyo       | 100 metri | Oro       |             |      |